# Контрада ла Векија (Рим)
Контрада ла Векија је насеље у Италији у округу Рим, региону Лацио.
Према процени из 2011. у насељу је живело 33 становника. Насеље се налази на надморској висини од 278 м.